# دلقند
دلقند، روستایی است از توابع بخش مرکزی شهرستان سبزوار استان خراسان رضوی ایران.

## جمعیت
این روستا در دهستان قصبه شرقی قرار داشته و بر اساس سرشماری سال ۱۳۸۵ جمعیت آن ۳۴۶ نفر (۹۹ خانوار)
بوده‌است.
جمعیت این روستا در سال ۱۳۹۷ که توسط مسجد روستا جمع‌آوری شده ۱۹۰- نفر بوده‌است